# Långtjärnen (Fryksände socken, Värmland)
Långtjärnen är en sjö i Torsby kommun i Värmland och ingår i Göta älvs huvudavrinningsområde.